# Kelsey Robinson
Kelsey Robinson (Elmhurst, 25 de junho de 1992) é uma jogadora de voleibol dos Estados Unidos que atua como ponteira.
Com a seleção dos Estados Unidos, conquistou a inédita medalha de ouro no Campeonato Mundial de 2014, ao derrotar a China na final por 3 sets a 1. Em 2016, obteve a medalha de bronze nos Jogos Olímpicos do Rio após vitória sobre os Países Baixos por 3–1.
Foi eleita a melhor ponteira da Liga dos Campeões da CEV de 2016–17, onde seu clube na Itália, o Imoco Volley Conegliano, finalizou na segunda colocação ao ser derrotado pelo VakıfBank Istambul, da Turquia, na final por 3 sets a 0.